# 角南友基
角南 友基（すなみ ゆうき、1993年10月25日 - ）は、日本の元ボート選手（ローイング選手）。身長は177cm。元早稲田大学漕艇部員。2015年度に現役を引退。

## 経歴
岡山県岡山市出身。岡山大学教育学部附属小学校・中学校を卒業し、関西高等学校に進学。
関西高等学校ではボート部に入部。多数の大会で優勝実績がありスポーツ推薦で早稲田大学スポーツ科学部に入学した。
早稲田大学4年生時に第42回全日本大学選手権大会では早稲田大学として19年ぶりの優勝を果たした。

## 戦歴
- 2010年
  - 第21回全国高等学校選抜大会 2位
  - 朝日レガッタ 2位
  - 全国高等学校総合体育大会(沖縄インターハイ) 1位
  - 国民体育大会(千葉国体) 2位
- 2011年
  - 第22回全国高等学校選抜大会出場予定であったが東日本大震災の影響で中止
  - 中日本レガッタ 1位
  - 全国高等学校総合体育大会(北東北インターハイ) 1位
  - 国民体育大会(山口国体) 3位
- 2012年
  - Japan Cup 第34回全日本軽量級選手権大会 3位
  - 第39回全日本大学選手権大会 3位
  - 第90回全日本選手権大会 6位
  - 第53回全日本新人選手権大会 1位
- 2013年
  - 第54回全日本新人選手権大会 1位
- 2014年
  - 第41回全日本大学選手権大会 5位
  - 第92回全日本選手権大会 5位
- 2015年
  - 第42回全日本大学選手権大会 1位
  - 第93回全日本選手権大会 4位